# Fergus I.
Fergus I. (Fergus Mor Mac Earca; † 501) war König von Dalriada.
Er regierte um 500 und ist Ahnherr der Könige Schottlands. Den Annalen der vier Meister zufolge war er Sohn des Muredoch, der Enkel des irischen Hochkönigs Niall Noigíallach gewesen sein soll. Fergus sei von Irland aus mit einer Streitmacht einem Verwandten in West-Schottland zu Hilfe gekommen, der von den Pikten bedroht worden sei. Fergus sei dann auch in Schottland zum König erhoben worden, habe aber nur ein Jahr regiert. Sein Nachfolger war der Überlieferung zufolge sein Sohn Domangart I.